# Епидавър (митология)
Епидавър (на гръцки: Ἐπίδαυρος, Epidauros) е епоним на гръцкия полис Епидавър.
Епидавър в древногръцката митология според Аполодор е син на Аргос (син на Зевс) и Евадна (дъщерята на Стримон). Той е брат на Криас, Иас, Пирант, Екбас и Тирин.
По други легенди той е син на Пелопс, или на Аполон.